# مارک آرمسترانگ
مارک آرمسترانگ (انگلیسی: Mark Armstrong) یک موسیقیدان سبک جاز و نوازنده و مدرس ترومپت بریتانیایی است.